# Eva (roman, 1888)
Eva: berättelse är en roman av Amanda Kerfstedt, utgiven 1888 på Hæggströms boktryckeri och bokförlags AB. Romanen översattes till norska året efter och utkom i en andra upplaga på svenska 1910.
I Eva kritiserade Kerfstedt den sexuella dubbelmoralen i samhället och argumenterade i stället för att samma sexuella normer skulle gälla för både män och kvinnor. Berättelsen handlar också om hur huvudpersonen befrias från sitt arbete som lärare genom att ingå äktenskap.